# 6 Heures de Fuji 2012
Navigation
Édition précédente Édition suivante
Les 6 Heures de Fuji 2012 se déroulent dans le cadre du Championnat du monde d'endurance FIA 2012, le 14 octobre 2012 sur le Fuji Speedway à Oyama au Japon. Elles marquent le retour de l’évènement des 1000 kilomètres de Fuji pour la première fois depuis 2007. La course est remportée par la Toyota TS030 Hybrid du Toyota Racing, pilotée par Alexander Wurz, Nicolas Lapierre et Kazuki Nakajima, qui s'était élancée en tête.

## Circuit

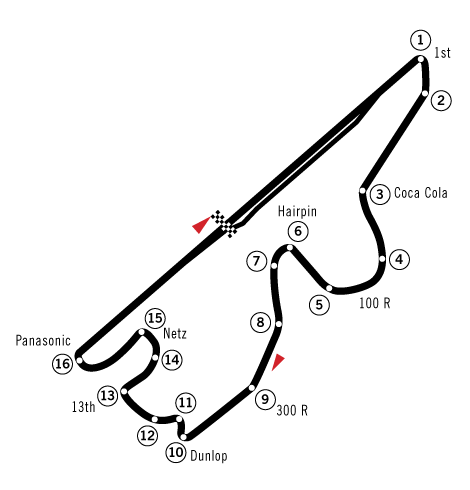
Le Fuji Speedway, cadre des 6 Heures de Fuji 2012.

Les 6 Heures de Fuji se déroulent sur le Fuji Speedway, circuit situé au Japon. Il est composé d'une longue ligne droite de 1,5 km ainsi que de 16 virages, certains étant franchis à basse vitesse comme la chicane Dunlop. Ce circuit est célèbre car il a accueilli la Formule 1.

## Qualifications

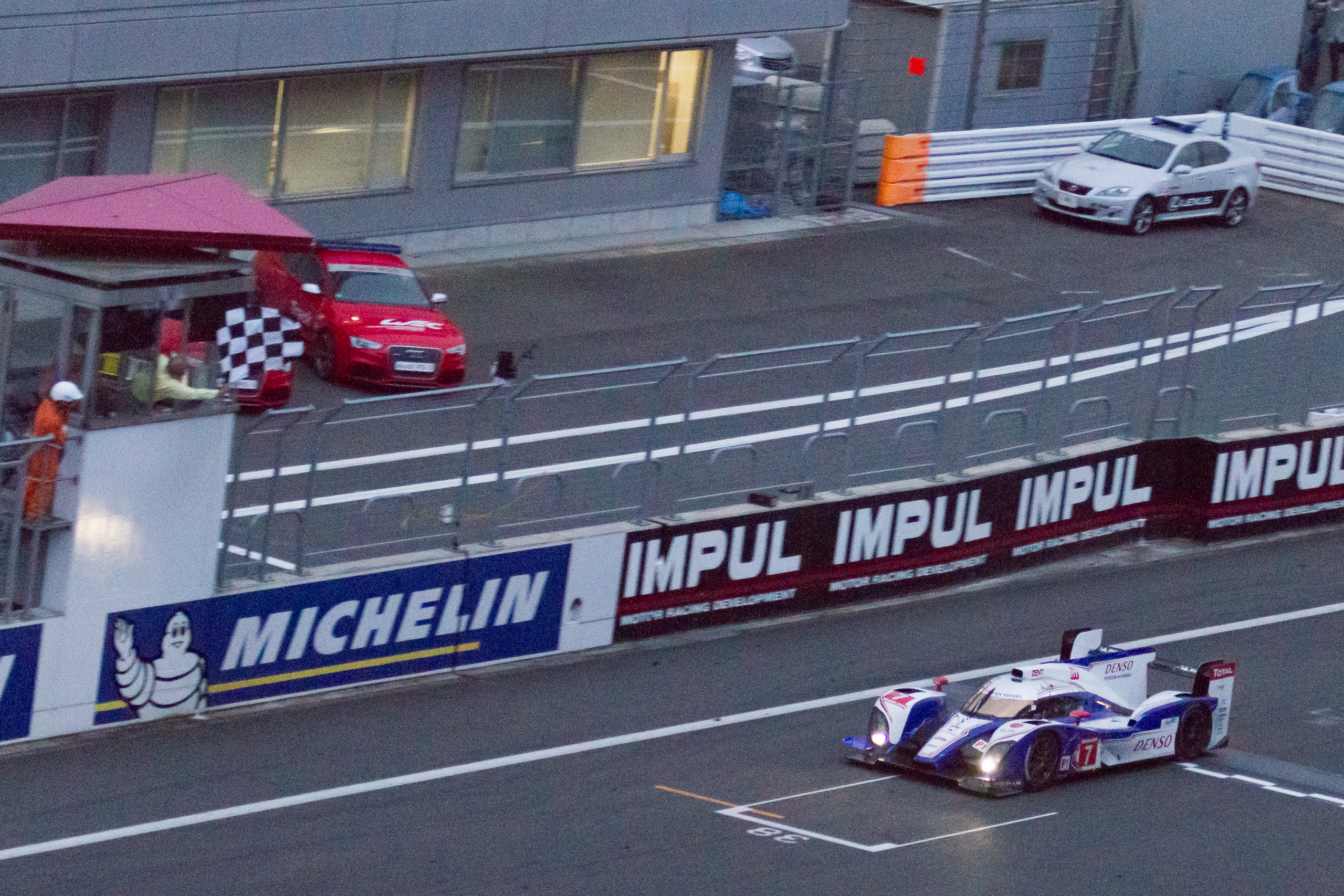
Kazuki Nakajima seul pilote japonais de l'équipage n°7 remporte la course pour Toyota.

L'écurie Toyota remporte sa deuxième pole position de la saison devant son public, le circuit du Fuji Speedway appartenant à la firme japonaise. Kazuki Nakajima réussi un chrono de 1:27.499 à bord de sa Toyota TS030 Hybrid, près de deux dixièmes de seconde devant l'Audi du suisse Marcel Fässler. L'écurie Starworks Motorsport poursuit sa série de quatre pole positions consécutives dans la catégorie LMP2, avec un tour de 1:32.367 accompli par Stéphane Sarrazin au volant de la Honda de l'équipe.
Dans la catégorie GTE-Pro, Marc Lieb a donné à Porsche leur deuxième pole de la saison avec le Team Felbermayr-Proton, trois dixièmes de seconde d'avance sur la Ferrari 458 Italia GT2 de Gianmaria Bruni, de l'écurie italienne AF Corse. Enfin, la catégorie GTE-Am a été dominée par le pilote français Jean-Philippe Belloc qui a offert à Larbre Compétition leur première pole de l'année au volant de sa Chevrolet Corvette C6.R.

### Résultats des qualifications
Les premiers de chaque catégorie sont signalés par un fond jauni.
| Pos | Catégorie | Écurie                        | Pilote               | Temps au tour  | Grille |
| --- | --------- | ----------------------------- | -------------------- | -------------- | ------ |
| 1   | LMP1      | n° 7 Toyota Racing            | Kazuki Nakajima      | 1 min 27 s 499 | 1      |
| 2   | LMP1      | n° 1 Audi Sport Team Joest    | Marcel Fässler       | 1 min 27 s 639 | 2      |
| 3   | LMP1      | n° 2 Audi Sport Team Joest    | Tom Kristensen       | 1 min 28 s 370 | 3      |
| 4   | LMP1      | n° 12 Rebellion Racing        | Neel Jani            | 1 min 29 s 871 | 4      |
| 5   | LMP1      | n° 21 Strakka Racing          | Danny Watts          | 1 min 30 s 051 | 5      |
| 6   | LMP1      | n° 22 JRM                     | David Brabham        | 1 min 30 s 410 | 6      |
| 7   | LMP1      | n° 13 Rebellion Racing        | Andrea Belicchi      | 1 min 30 s 682 | 7      |
| 8   | LMP1      | n° 15 OAK Racing              | Bertrand Baguette    | 1 min 30 s 912 | 8      |
| 9   | LMP2      | n° 44 Starworks Motorsport    | Stéphane Sarrazin    | 1 min 32 s 367 | 9      |
| 10  | LMP2      | n° 25 ADR (en)-Delta          | John Martin          | 1 min 32 s 548 | 10     |
| 11  | LMP2      | n° 32 Lotus                   | Vitantonio Liuzzi    | 1 min 32 s 738 | 11     |
| 12  | LMP2      | n° 26 Signatech-Nissan        | Nelson Panciatici    | 1 min 32 s 960 | 12     |
| 13  | LMP2      | n° 49 Pecom Racing            | Nicolas Minassian    | 1 min 33 s 114 | 13     |
| 14  | LMP2      | n° 24 OAK Racing              | Olivier Pla          | 1 min 33 s 165 | 14     |
| 15  | LMP2      | n° 23 Signatech-Nissan        | Olivier Lombard      | 1 min 34 s 294 | 15     |
| 16  | LMP2      | n° 31 Lotus                   | Thomas Holzer (en)   | 1 min 35 s 036 | 16     |
| 17  | LMP2      | n° 29 Gulf Racing Middle East | Fabien Giroix        | 1 min 35 s 234 | 17     |
| 18  | LMP2      | n° 41 Greaves Motorsport      | Ricardo González     | 1 min 35 s 601 | 18     |
| 19  | GTE Pro   | n° 77 Team Felbermayr-Proton  | Marc Lieb            | 1 min 40 s 289 | 19     |
| 20  | GTE Pro   | n° 51 AF Corse                | Gianmaria Bruni      | 1 min 40 s 598 | 20     |
| 21  | GTE Pro   | n° 97 Aston Martin Racing     | Stefan Mücke         | 1 min 40 s 798 | 24     |
| 22  | GTE Pro   | n° 71 AF Corse                | Andrea Bertolini     | 1 min 41 s 202 | 21     |
| 23  | GTE Am    | n° 70 Larbre Compétition      | Jean-Philippe Belloc | 1 min 41 s 386 | 22     |
| 24  | GTE Am    | n° 57 Krohn Racing            | Michele Rugolo       | 1 min 41 s 701 | 23     |
| 25  | GTE Am    | n° 88 Team Felbermayr-Proton  | Paolo Ruberti        | 1 min 41 s 711 | 25     |
| 26  | GTE Am    | n° 50 Larbre Compétition      | Julien Canal         | 1 min 41 s 945 | 26     |
| 27  | GTE Am    | n° 55 JWA-Avila               | Joël Camathias       | 1 min 42 s 910 | 27     |

- La Corvette Larbre n° 50, la Porsche JWA-Avila n° 55 et l'Aston Martin N ° 97 ont toutes les trois été rétrogradées de trois places sur la grille pour avoir coupé des virages lors de la séance de qualification

## Résultats
Voici le classement officiel au terme de la course.
- Les vainqueurs de chaque catégorie sont signalés par un fond jauni.
- Pour la colonne Pneus, il faut passer le curseur au-dessus du modèle pour connaître le manufacturier de pneumatiques.

| Position | Catégorie | n° | Équipe                  | Pilotes                                              | Châssis                                 | Pneus | Tours |
| Position | Catégorie | n° | Équipe                  | Pilotes                                              | Moteur                                  | Pneus | Tours |
| -------- | --------- | -- | ----------------------- | ---------------------------------------------------- | --------------------------------------- | ----- | ----- |
| 1        | LMP1      | 7  | Toyota Racing           | Alexander Wurz Nicolas Lapierre Kazuki Nakajima      | Toyota TS030 Hybrid                     | M     | 233   |
| 1        | LMP1      | 7  | Toyota Racing           | Alexander Wurz Nicolas Lapierre Kazuki Nakajima      | Toyota 3.4 L V8 (Hybrid)                | M     | 233   |
| 2        | LMP1      | 1  | Audi Sport Team Joest   | André Lotterer Marcel Fässler Benoît Tréluyer        | Audi R18 e-tron quattro                 | M     | 233   |
| 2        | LMP1      | 1  | Audi Sport Team Joest   | André Lotterer Marcel Fässler Benoît Tréluyer        | Audi TDI 3.7L Turbo V6 (Hybride Diesel) | M     | 233   |
| 3        | LMP1      | 2  | Audi Sport Team Joest   | Allan McNish Tom Kristensen                          | Audi R18 e-tron quattro                 | M     | 233   |
| 3        | LMP1      | 2  | Audi Sport Team Joest   | Allan McNish Tom Kristensen                          | Audi TDI 3.7L Turbo V6 (Hybride Diesel) | M     | 233   |
| 4        | LMP1      | 12 | Rebellion Racing        | Nicolas Prost Neel Jani                              | Lola B12/60                             | M     | 227   |
| 4        | LMP1      | 12 | Rebellion Racing        | Nicolas Prost Neel Jani                              | Toyota RV8KLM 3.4 L V8                  | M     | 227   |
| 5        | LMP1      | 22 | JRM                     | Peter Dumbreck David Brabham Karun Chandhok          | HPD ARX-03a                             | M     | 226   |
| 5        | LMP1      | 22 | JRM                     | Peter Dumbreck David Brabham Karun Chandhok          | Honda LM-V8 3.4 L V8                    | M     | 226   |
| 6        | LMP1      | 21 | Strakka Racing          | Nick Leventis Jonny Kane Danny Watts                 | HPD ARX-03a                             | M     | 226   |
| 6        | LMP1      | 21 | Strakka Racing          | Nick Leventis Jonny Kane Danny Watts                 | Honda LM-V8 3.4 L V8                    | M     | 226   |
| 7        | LMP1      | 13 | Rebellion Racing        | Andrea Belicchi Harold Primat                        | Lola B12/60                             | M     | 225   |
| 7        | LMP1      | 13 | Rebellion Racing        | Andrea Belicchi Harold Primat                        | Toyota RV8KLM 3.4 L V8                  | M     | 225   |
| 8        | LMP2      | 25 | ADR (en)-Delta          | John Martin Tor Graves Shinji Nakano                 | Oreca 03                                | D     | 220   |
| 8        | LMP2      | 25 | ADR (en)-Delta          | John Martin Tor Graves Shinji Nakano                 | Nissan VK45DE 4.5 L V8                  | D     | 220   |
| 9        | LMP2      | 44 | Starworks Motorsport    | Ryan Dalziel Enzo Potolicchio Stéphane Sarrazin      | HPD ARX-03b                             | D     | 219   |
| 9        | LMP2      | 44 | Starworks Motorsport    | Ryan Dalziel Enzo Potolicchio Stéphane Sarrazin      | Honda HR28TT 2.8 L Turbo V6             | D     | 219   |
| 10       | LMP2      | 24 | OAK Racing              | Jacques Nicolet Olivier Pla Matthieu Lahaye          | Morgan LMP2                             | D     | 219   |
| 10       | LMP2      | 24 | OAK Racing              | Jacques Nicolet Olivier Pla Matthieu Lahaye          | Nissan VK45DE 4.5 L V8                  | D     | 219   |
| 11       | LMP2      | 49 | Pecom Racing            | Luís Pérez Companc Nicolas Minassian Pierre Kaffer   | Oreca 03                                | D     | 216   |
| 11       | LMP2      | 49 | Pecom Racing            | Luís Pérez Companc Nicolas Minassian Pierre Kaffer   | Nissan VK45DE 4.5 L V8                  | D     | 216   |
| 12       | LMP2      | 32 | Lotus                   | Kevin Weeda (de) Vitantonio Liuzzi James Rossiter    | Lola B12/80                             | D     | 216   |
| 12       | LMP2      | 32 | Lotus                   | Kevin Weeda (de) Vitantonio Liuzzi James Rossiter    | Lotus 3.6 L V8                          | D     | 216   |
| 13       | LMP2      | 29 | Gulf Racing Middle East | Fabien Giroix Keiko Ihara Jean-Denis Delétraz        | Lola B12/80                             | D     | 214   |
| 13       | LMP2      | 29 | Gulf Racing Middle East | Fabien Giroix Keiko Ihara Jean-Denis Delétraz        | Nissan VK45DE 4.5 L V8                  | D     | 214   |
| 14       | LMP2      | 41 | Greaves Motorsport      | Christian Zugel Ricardo González Elton Julian        | Zytek Z11SN                             | D     | 212   |
| 14       | LMP2      | 41 | Greaves Motorsport      | Christian Zugel Ricardo González Elton Julian        | Nissan VK45DE 4.5 L V8                  | D     | 212   |
| 15       | LMP2      | 23 | Signatech-Nissan        | Franck Mailleux Jordan Tresson Olivier Lombard       | Oreca 03                                | D     | 211   |
| 15       | LMP2      | 23 | Signatech-Nissan        | Franck Mailleux Jordan Tresson Olivier Lombard       | Nissan VK45DE 4.5 L V8                  | D     | 211   |
| 16       | LMP1      | 15 | OAK Racing              | Dominik Kraihamer Bertrand Baguette Takuma Satō      | OAK Pescarolo 01                        | D     | 210   |
| 16       | LMP1      | 15 | OAK Racing              | Dominik Kraihamer Bertrand Baguette Takuma Satō      | Honda LM-V8 3.4 L V8                    | D     | 210   |
| 17       | LMGTE Pro | 77 | Team Felbermayr-Proton  | Marc Lieb Richard Lietz                              | Porsche 911 GT3 RSR (997)               | M     | 207   |
| 17       | LMGTE Pro | 77 | Team Felbermayr-Proton  | Marc Lieb Richard Lietz                              | Porsche 4.0 L Flat-6                    | M     | 207   |
| 18       | LMGTE Pro | 51 | AF Corse                | Giancarlo Fisichella Gianmaria Bruni                 | Ferrari 458 Italia GT2                  | M     | 206   |
| 18       | LMGTE Pro | 51 | AF Corse                | Giancarlo Fisichella Gianmaria Bruni                 | Ferrari 4.5 L V8                        | M     | 206   |
| 19       | LMGTE Pro | 97 | Aston Martin Racing     | Stefan Mücke Darren Turner                           | Aston Martin Vantage GTE                | M     | 206   |
| 19       | LMGTE Pro | 97 | Aston Martin Racing     | Stefan Mücke Darren Turner                           | Aston Martin 4.5 L V8                   | M     | 206   |
| 20       | LMGTE Pro | 71 | AF Corse                | Andrea Bertolini Olivier Beretta                     | Ferrari 458 Italia GT2                  | M     | 206   |
| 20       | LMGTE Pro | 71 | AF Corse                | Andrea Bertolini Olivier Beretta                     | Ferrari 4.5 L V8                        | M     | 206   |
| 21       | LMGTE Am  | 50 | Larbre Compétition      | Patrick Bornhauser Julien Canal Pedro Lamy           | Chevrolet Corvette C6.R                 | M     | 204   |
| 21       | LMGTE Am  | 50 | Larbre Compétition      | Patrick Bornhauser Julien Canal Pedro Lamy           | Chevrolet 5.5 L V8                      | M     | 204   |
| 22       | LMGTE Am  | 57 | Krohn Racing            | Tracy Krohn Niclas Jonsson Michele Rugolo            | Ferrari 458 Italia GT2                  | M     | 203   |
| 22       | LMGTE Am  | 57 | Krohn Racing            | Tracy Krohn Niclas Jonsson Michele Rugolo            | Ferrari 4.5 L V8                        | M     | 203   |
| 23       | LMGTE Am  | 88 | Team Felbermayr-Proton  | Christian Ried Gianluca Roda Paolo Ruberti           | Porsche 911 GT3 RSR (997)               | M     | 202   |
| 23       | LMGTE Am  | 88 | Team Felbermayr-Proton  | Christian Ried Gianluca Roda Paolo Ruberti           | Porsche 4.0 L Flat-6                    | M     | 202   |
| 24       | LMGTE Am  | 70 | Larbre Compétition      | Pascal Gibon Christophe Bourret Jean-Philippe Belloc | Chevrolet Corvette C6.R                 | M     | 199   |
| 24       | LMGTE Am  | 70 | Larbre Compétition      | Pascal Gibon Christophe Bourret Jean-Philippe Belloc | Corvette 5.5 L V8                       | M     | 199   |
| 25       | LMGTE Am  | 55 | JWA-Avila               | Paul Daniels Joël Camathias Kenji Kobayashi          | Porsche 911 GT3 RSR (997)               | M     | 196   |
| 25       | LMGTE Am  | 55 | JWA-Avila               | Paul Daniels Joël Camathias Kenji Kobayashi          | Porsche 4.0 L Flat-6                    | M     | 196   |
| DNF      | LMP2      | 31 | Lotus                   | Thomas Holzer (en) Mirco Schultis                    | Lola B12/80                             | D     | 139   |
| DNF      | LMP2      | 31 | Lotus                   | Thomas Holzer (en) Mirco Schultis                    | Lotus 3.6 L V8                          | D     | 139   |
| EX       | LMP2      | 26 | Signatech-Nissan        | Pierre Ragues Nelson Panciatici Roman Rusinov        | Oreca 03                                | D     | 213   |
| EX       | LMP2      | 26 | Signatech-Nissan        | Pierre Ragues Nelson Panciatici Roman Rusinov        | Nissan VK45DE 4.5 L V8                  | D     | 213   |